# Harrison Gray Otis (senator)
Harrison Gray Otis, född 8 oktober 1765 i Boston, Massachusetts Bay-provinsen, död 28 oktober 1848 i Boston, Massachusetts, var en amerikansk politiker och jurist. Han var en av de ledande federalisterna i början av 1800-talet.

## Ungdom
Otis avlade 1783 sin grundexamen vid Harvard University och studerade därefter juridik. Han inledde 1786 sin karriär som advokat i Boston.

## Politisk karriär
USA:s president George Washington utnämnde honom 1796 till distriktsåklagare för Massachusetts. Otis var sedan ledamot av USA:s representanthus för Federalistpartiet 1797-1801 och åter distriktsåklagare 1801-1802. Han var talman i Massachusetts House of Representatives, underhuset i delstatens lagstiftande församling, 1802-1805. Han var sedan ledamot av delstatens senat 1805-1813 och 1814-1817. Han var ordförande i delstatens senat 1805-1806 och 1808-1811.

## Hartfordkonventet
Otis deltog i Hartfordkonventet, men till skillnad från de flesta andra deltagare led hans politiska karriär ingen skada. Han satt i USA:s senat 1817-1822 och var borgmästare i Boston 1829-1831.

## Familjeliv
Otis gifte sig 1780 med Sally Foster. Han var unitarist. Hans grav finns på Mount Auburn Cemetery i Cambridge, Massachusetts.